# Thierno Diallo
Thierno Boubacar Diallo (Ratoma, 22 novembre 2000) è un ginnasta guineano naturalizzato spagnolo.

## Biografia
È nato a Ratoma in Repubblica di Guinea. Ha ottenuto la cittadinanza spagnola nel 2015.
Ha debuttato in nazionale seniores nel 2018, all'età di diciotto anni.
Ha fatto parte della compagine spagnola ai Giochi del Mediterraneo di Tarragona 2018, dove ha vinto la medaglia d'oro nel concorso a squadre, gareggiando con Néstor Abad, Nicolau Mir, Alberto Tallón e Rayderley Zapata.
Agli europei di Glasgow 2018, si è classificato sesto nel Concorso a squadre, sempre con Néstor Abad, Nicolau Mir, Alberto Tallón e Rayderley Zapata.
Ha rappresentato la Spagna ai Giochi olimpici estivi di Tokyo 2020, senza riuscire a salire sul podio.

## Palmarès
- Giochi del Mediterraneo

Tarragona 2018: oro nel concorso a squadre;